# Quaestus longicornis
Quaestus longicornis es una especie de escarabajo del género Quaestus, familia Leiodidae. Fue descrita por Salgado en 1989.

## Distribución
Se encuentra en España.